# Malfiskar
Malfiskar eller egentliga malar (Siluridae) är en familj malartade fiskar (Siluriformes). Flera av arterna är giftiga, medan andra är matfiskar. Familjen omfattar 12 släkten och cirka 100 arter. 
De egentliga malarna har ett tillplattat huvud och har vanligen skäggtömmar på både över- och underkäke, och överkäkens skäggtömmar är vanligen extra långa. Analfenan är mycket lång och kan hos vissa arter vara sammanväxt med stjärtfenan.
Arterna varierar stort i storlek; allt ifrån åtta centimeter till fem meter (mal) förekommer. De lever huvudsakligen i sötvatten, men nyss nämnda art kan även förekomma i bräckt vatten.

### Webbkällor
- ”malfiskar Siluridae Rafinesque, 1815”. Artdatabanken. artfakta.se. https://artfakta.se/taxa/2001989/information. Läst 2 februari 2025.
- ”FishBase - Family Siluridae  - Sheatfishes”. fishbase.nrm.se. http://fishbase.nrm.se/Summary/FamilySummary.cfm?ID=132. Läst 26 januari 2007.